# Herman Nijhuis
Herman Nijhuis (Amsterdam) is een voormalig Nederlands honkballer.
Nijhuis kwam in de jaren vijftig en zestig uit voor de toenmalige hoofdklassevereniging VVGA. Tweemaal kwam hij uit in 1956 voor het Nederlands honkbalteam.